# Pareiasaurus
Pareiasaurus là một chi động vật bò sát anapsida sống vào thời kỳ kỷ Permi. Nó là một thành viên điển hình của họ Pareiasauridae.